# Alcindo Martha de Freitas
Alcindo Martha de Freitas, mais conhecido como Alcindo (Sapucaia do Sul, 31 de março de 1945 — Porto Alegre, 27 de agosto de 2016), foi um futebolista brasileiro que atuou como atacante.
Também conhecido como Bugre, é o maior goleador da história do Grêmio. Em 378 jogos, Alcindo marcou 230 gols com a camisa do clube. 
Também é o segundo maior goleador do Grêmio na história dos Grenais com treze gols, ficando atrás somente de Luiz Carvalho, que marcou dezessete vezes no clássico.
Disputou a Copa do Mundo de 1966 com 21 anos.

## Estilo de Jogo
Alcindo surgiu como promessa para o Grêmio em 1964 com 19 anos.  Seus primeiros meses impressionaram Aneron Corrêa de Oliveira, presidente da Federação Gaúcha de Futebol, entre 1946 e 1966: "É, simplesmente, uma mistura de Coutinho e Vavá. Tem a maleabilidade e a malícia do primeiro e mais os arroubos e furor de penetração na raça dos segundos. Para Alcindo não há bola perdida. Participa ele de todos os lances ofensivos, procurando sempre conferi-los.". 
Em seu auge, as arrancadas de Alcindo foream comparadas com as de Ademir de Menezes por Geraldo Romualdo da Silva: "O que  impressiona no gaúcho Alcindo não é exatamente a semelhança que sua arrancada tem com o rush de Ademir nas tardes e noites mais deslumbrantes do velho craque que passou pela vida sem ter a honra de ser campeão do mundo. No arranque de saída, os dois apresentam muitos pontos de contato. A partir dessa estaca é que as coisas mudam. Então é que vem o peso da versatilidade. Se Ademir era o homem do pique incontrolável, da pontaria perfeita e do disparo felino uma vez livre dos marcadores - contra o qual não ia muito no pau - Alcindo é de repetir o mesmo sprinter, provavelmente dentro do mesmo tempo material, além de dispor de uma parcela de versatilidade incomum no futebol de área desses tempos. (...) paralelamente com isso, Alcindo sempre se revela um exímio passador, sem vaidades, inteiramente virgem de egoísmos.".
De acordo com a Placar: "Velocíssimo (era imbatível nos treinos em 100m rasos), seu forte era o giro rápido, para o pique ou o chute, de direita e de esquerda.". 
O auge de Alcindo ocorreu um pouco antes do início das transmissões de futebol no Brasil e premiações como Bola de Prata. Após o período de exuberância física no Grêmio, segundo a Placar, "perdeu a arrancada e velocidade, apurou o senso de colocação na área". Alcindo: "Procuro estar sempre livre na área, nunca ficar no bolo. Sempre penso que o beque vai furar, o goleiro largar, a bola sobrar limpa."

## Carreira

### Primeiros Anos
Alcindo iniciou-se no futebol no time do Sapucaiense e, em seguida, foi para o Aimoré, de São Leopoldo. Depois, foi juvenil pela equipe do Lansul. Após um jogo com os aspirantes do Internacional, Alcindo foi contratado pelo time vermelho. Na época, por volta de 1958, o atleta tinha 13 anos. No final dos anos 50, foi dispensado do time vermelho, por pedir uma ajuda de custo para ir treinar. Pouco tempo depois, foi atuar nas categorias de base do Grêmio. Após ser emprestado ao Sport Club Rio Grande, de Rio Grande, em 1963, Alcindo retornou ao Grêmio para jogar nos profissionais do clube.

### Grêmio
Após boa passagem pelo Rio Grande, voltou ao Grêmio com 19 anos em 1964 e marcou 23 gols em 35 jogos ajudando o Grêmio a conquistar o Campeonato Gaúcho de 1964.
O auge de Alcindo foi entre 1965 e 1968. Com 20 anos de idade, em 1965, marcou 61 gols em 55 jogos, media de mais de um gol por jogo na temporada. Foi o grande destaque do time pentacampeão do Campeonato Gaúcho entre 1964 e 1968 formando ataque com João Severiano.

Fez um gol famoso em amistoso contra a União Soviética em 16 de Fevereiro de 1966, com 21 anos, ao pegar a bola no meio de campo e passar por três marcadores (Eduard Malofeyev, Slava Metreveli e Vladimir Ponomarov), evitar o quarto (Vladimir Ponomarov) e fuzilar para as redes de Viktor Bannikov(os cinco jogadores estariam na Copa do Mundo 1966 cinco meses depois, torneio em que URSS terminou em quarto lugar). Estiveram nas tribunas do Olímpico, o então presidente João Havelange e o técnico da Seleção Vicente Feola. Segundo Alcindo: "Aquele jogo me abriu as portas". 
A partir de 69 começou a perder espaço no time devido as lesões e má forma física. Segundo Jesus Afonso: "Aqui, Gremio e Alcindo vivem brigando. O departamento médico tricolor alega que Alcindo não cumpre a orientação recomendada para perder peso. Carlos Froner, por outro lado, diz que Alcindo não entra no time porque tem 3 ou 4 quilos a mais e que não há "Santo" que o faça compreender a necessidade de atender as necessidades dos médicos, já que Alcindo é "gamado" por doces.".  Segundo Carlos Froner: "O problema do Alcindo é o peso. Esta fora da minha alçada e do treinador físico. (...). Tudo depende dele. Quero o jogador, admiro-o como craque, mas mexendo-se em campo, marcando tentos. Como está não é útil ao Grêmio.". 

### Santos
Com 25 anos, já era dado como acabado para o futebol. Devido a má forma física e lesões estava lento e pesado.  "O Gremio não o quer mais e, há alguns dias, tentou emprestá-lo ao Novo Hamburgo, em troca do goleiro Ronaldo. O Novo Hamburgo não quis Alcindo: Não podia pagar os seus salários", escreveu a Placar. 
Em 1972, Alcindo se transferiu para o Santos. De acordo com Alcindo, achavam que ele tinha uma "contusão incurável no joelho" que não o "deixaria jogar".   Foram duas temporadas na equipe paulista. Mesmo não sendo mais o mesmo jogador de arrancadas rápidas dos tempos do Grêmio, e sob acusações de que "vivia machucado", Alcindo ainda fez 95 jogos, 45 gols e participou no título do Campeonato Paulista de 1973.

### México
Em 1973, Alcindo foi jogar no Jalisco, do México, a convite do treinador Mauro Ramos. Ainda no México, se transferiu para o América para substituir o ídolo local Enrique Borja. Marcou 20 gols na temporada 1975/76 da Primera División de México, terminou como artilheiro da equipe e em quarto lugar entre os goleadores do campeonato, ajudando o América a conquistar o título nacional. Nesse país, teve seu filho, Juan Carlos, nascido na Cidade do México.

### Volta ao Grêmio
Em 1977, retornou ao Grêmio aos 32 anos, e ainda conquistou o Campeonato Gaúcho de 1977.
No ano seguinte acertou acertou sua transferência para a Associação Atlética Francana, treinada na época por Daltro Menezes. Alcindo permaneceu na Francana até o encerramento de sua carreira, no ano de 1979.

### Seleção Brasileira
Com a Seleção Brasileira participou da Copa do Mundo de 1966 com 21 anos. 
Alcindo se apresentou ao período de treinos no melhor estado atlético entre todos os convocados.  Os repórteres que cobriram o treino da seleção descreveram: "Muito bom. (...). Características: é um jogador guerreiro e veloz. (...) Deixou a melhor impressão pelo espírito de combate, pela facilidade com que bate na bola, com que se desloca e chuta.".
Fez três gols em jogo treino contra o Tupi e quatro gols contra o Bangu e América ocasião em que lesionou o pé em 12 de Maio de 1966. Segundo o Jornal dos Sports: "Alcindo caiu quando jogava demais".  Segundo o jornal: "Depois de Gerson, Alcindo foi o que mais aplausos recebeu da torcida". No dia seguinte, Alcindo teve o tornozelo engessado por duas semanas até o final do mês de Maio. 
Feola chamou 43 nomes para a preparação para a Copa do Mundo. Devido aos bons treinos, Alcindo foi confirmado entre os 22 na lista final da Copa do Mundo FIFA de 1966 que começou em Julho.
Foi titular nas partidas contra a Bulgária e Hungria. Mas esteve muito mal nos dois jogos. Foi muito criticado por ter desperdiçado uma grande chance de gol contra os húngaros. Acusou o médico Hilton Gosling de ter feito um tratamento inadequado em seu tornozelo. 
Pelo escrete Canarinho, fez sete jogos, sendo quatro vitórias, dois empates e uma derrota. Marcou um gol.

### Curiosidade
O ex-jogador da década de oitenta, Alcindo Sartori, recebeu seu nome em homenagem a Alcindo: "Meu pai é um gremista fanático. Meu nome foi homenagem a um atacante do Grêmio da década de 70".

## Estatísticas
[carece de fontes?]
| Ano  | Clube                  | Jogos | Gols |
| ---- | ---------------------- | ----- | ---- |
| 1963 | Grêmio                 | 21    | 7    |
| 1964 | Grêmio                 | 35    | 23   |
| 1965 | Grêmio                 | 55    | 61   |
| 1966 | Grêmio                 | 31    | 24   |
| 1967 | Grêmio                 | 48    | 36   |
| 1968 | Grêmio                 | 51    | 31   |
| 1969 | Grêmio                 | 46    | 19   |
| 1970 | Grêmio                 | 23    | 5    |
| 1971 | Grêmio                 | 40    | 11   |
| 1972 | Santos                 | 64    | 37   |
| 1973 | Santos                 | 31    | 8    |
| 1974 | Club Deportivo Oro     | ?     | ?    |
| 1975 | Club de Fútbol América | ?     | ?    |
| 1976 | Club de Fútbol América | ?     | ?    |
| 1977 | Grêmio                 | 27    | 12   |

## Morte
Morreu no hospital São Lucas da PUC de Porto Alegre, em 27 de agosto de 2016, por complicações da diabetes.

## Títulos
Grêmio
- Campeonato Gaúcho: 1964, 1965, 1966, 1967, 1968, 1977

Santos
- Campeonato Paulista:1973
- Copa dos Campeões Brasileiros: 1975

América-MEX
- Campeonato Mexicano: 1976

## Biografia
Alcindo, o Bugre - Autor: Eduardo Valls